# 愛するアニタ
『愛するアニタ』（あいするアニタ）は、1968年1月10日に発売されたザ・ワイルドワンズの楽曲である。

## 解説
- 作詞は山上路夫、作曲は加瀬邦彦である。ドラム担当の植田芳暁がソロで歌い、オリコン7位のヒットとなった。また、新加入の渡辺茂樹がオルガンを担当した（ただしレコードジャケットには渡辺の姿はない）。

- 当初はザ・タイガースが「可愛いアニタ」というタイトルで、シングル盤として出す計画もあり[1]、「モナリザの微笑」録音の数日後の1967年7月7日に録音が行われている[2]。ザ・タイガース版「愛するアニタ」は、1990年発売の『ザ・タイガース / PERFECT CD BOX』(10枚組）内のアルバム『レジェンド・オブ・ザ・タイガース』に収録された。

## 収録曲
1. 愛するアニタ(ANITA)
  - 作詞:山上路夫／作曲:加瀬邦彦
2. 幸せの道
  - 作詞:なかにし礼／作曲:加瀬邦彦

## カバー
愛するアニタ
- ザ・テンプターズ - ザ・テンプターズ ツイン・デラックス -THE 50H ANNIVERSARY OF THE TEMPTERS-（2015年）に収録。